# L'Arlésienne (Van Gogh)
L'Arlésienne (De vrouw uit Arles) is een schilderij van de Nederlandse kunstschilder Vincent van Gogh uit 1888, in olieverf op doek, 73 bij 92 centimeter groot. Het is een portret van Marie Ginoux, eigenares van een café-restaurant te Arles, waar Van Gogh een kamer huurde en zijn maaltijden gebruikte. Het werk bevindt zich in thans in het Metropolitan Museum of Art te New York. Een eerdere, nagenoeg identieke versie is te zien in het Musée d'Orsay te Parijs.

## Context
In februari 1888 verliet Van Gogh Parijs op zoek naar nieuwe inspiratie. Hij belandde in het Zuid-Franse Arles, waar hij voor vijf franc per dag een ruimte huurde in het naast het station gelegen restaurant van het echtpaar Joseph en Marie Ginoux. Na een aantal eerdere akkefietjes met huisbazen was hij ervoor beducht dat hem weer te veel gerekend zou worden, maar de vriendelijkheid van de eigenaars nam deze bezorgdheid snel weg. De huurprijs was echter aan de hoge kant en bovendien wilde Van Gogh graag meer ruimtes ter beschikking hebben om ook andere kunstenaars te kunnen ontvangen. In mei verhuisde hij dan ook naar het tegenover gelegen "gele huis", waar hij vier kamers betrok voor een vergelijkbare prijs. Wel zou hij nog dagelijks in het restaurant van de Ginoux blijven eten.
Van Gogh schilderde "madame" Ginoux (1848-1911) begin november 1888, tijdens een gezamenlijke poseersessie in het gele huis met Paul Gauguin, die toen bij hem inwoonde. Marie Ginoux leunt met haar linkerelleboog op tafel en ondersteunt haar hoofd met haar hand. Gauguin maakte een houtskooltekening en Van Gogh een vluchtig olieverfschilderij, in dunne verflagen, dat binnen een uur tot stand kwam. Deze eerste versie hangt nu in het Musée d'Orsay. Korte tijd later maakte hij het hier besproken werk, als een beter afgewerkte replica van de eerste uitvoering, waarbij paraplu en handschoenen werden vervangen door twee boeken. Gauguin werkte zijn tekening uit in het schilderij Café de Nuit, Arles. In december 1888 zouden beide vrienden hoog oplopende meningsverschillen krijgen, waarna Van Gogh een deel van zijn oor afsneed. Gesuggereerd is wel dat de nooit geheel opgehelderde relatie van beide vrienden tot madame Ginoux daarbij een cruciale rol kan hebben gespeeld.

## Beschrijving
Van Gogh schilderde Marie Ginoux in de traditionele klederdracht van Arles, waarvan wel gezegd werd dat er de mooiste vrouwen ter wereld woonden. Ze zit op een stoel aan een ronde tafel met twee boeken en pauzeert even bij het lezen. Enigszins melancholisch kijkt ze voor zich uit, wellicht nog peinzend over hetgeen ze zojuist gelezen heeft.

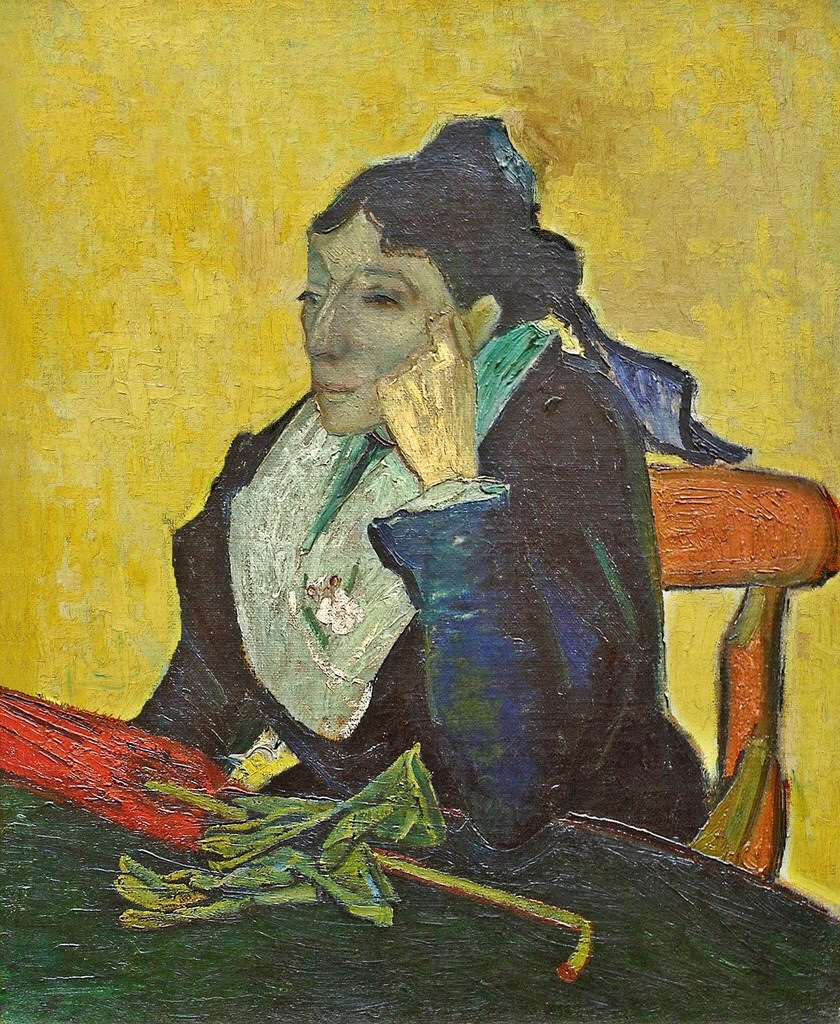
Versie uit het Musée d'Orsay, met handschoenen en paraplu.

Qua stijl is duidelijk de invloed van Gauguins cloisonnisme en de Japanse prentkunst te zien, met name in het gebruik van zwarte contourlijnen, die de kleurgrenzen aangeven en de persoon als het ware naar voren haalt. Haar beeld lijkt wel uitgesneden en dringt als het ware naar het vlak naar voren, alsof het erboven zweeft. De egale achtergrond lijkt bijna op te lichten, zonder dat het de ruimte nader definieert. Van Goghs beschreef het werk in een brief aan zijn broer Theo als volgt: "De achtergrond is bleek citroen, het gezicht is grijs, de kleding zwart, zwart, zwart, van puur Pruisisch blauw. Ze steunt op een groene tafel en zit in een armstoel van oranjekleurig hout".
Van Goghs preoccupatie met kleur betrof in feite niet zozeer de kleuren zelf, maar vooral hun onderlinge verhoudingen, als deel van het geheel. Het effect komt met name van het vlakkenkarakter van de verf. De onrustig neergezette penseelstreken verlenen het werk extra levendigheid. Met een enorme innerlijke wil om het coloriet tot uitdrukking te brengen verhoogt Van Gogh de intensiteit ervan. Kunsthistoricus Roland Kanz schrijft hierover: "De afbeelding definieert haar eigen waarde. Het gaat niet meer om een achtergrond, maar om de tactiele oppervlaktekracht van de verf, die is opgebracht met een heftigheid die het oog in de ban houdt. De beelden zijn niet abstract, maar hervormen de werkelijkheid met een radicaliteit van kleur, het bewegingsritme van de lijnen en de compositie als de emotionele band tussen de schilder en zijn model".

## Portretten uit 1890
In 1890, toen Van Gogh zich had laten opnemen in een inrichting te Saint-Rémy-de-Provence, schilderde hij nog vier portretten van madame Ginoux, aan de hand van de tekening van Gauguin uit 1888, die hij in bezit had. Eén schilderij was bedoeld voor Marie Ginoux, een voor zijn broer Theo en een voor hemzelf (de bestemming voor de vierde versie, nu in het Kröller-Müller Museum, is nooit duidelijk geworden). Van Gogh zag het schilderen van deze portrettenreeks als een "Arlesiaanse synthese" van zijn vriendschap en gezamenlijke werkperiode met Gauguin, twee jaar eerder, en van hun relatie tot Marie Ginoux. Het schilderen ervan had hem een maand ziekte opgeleverd, schreef hij aan Theo, maar hij was ervan overtuigd dat Gauguin "en enkele andere bijzondere mensen" het zouden begrijpen.

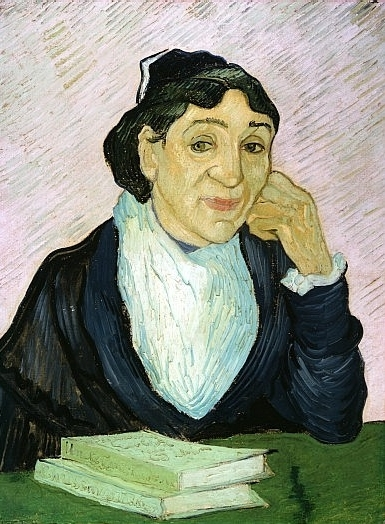
L'Arlésienne, Kröller-Müller Museum, Otterlo
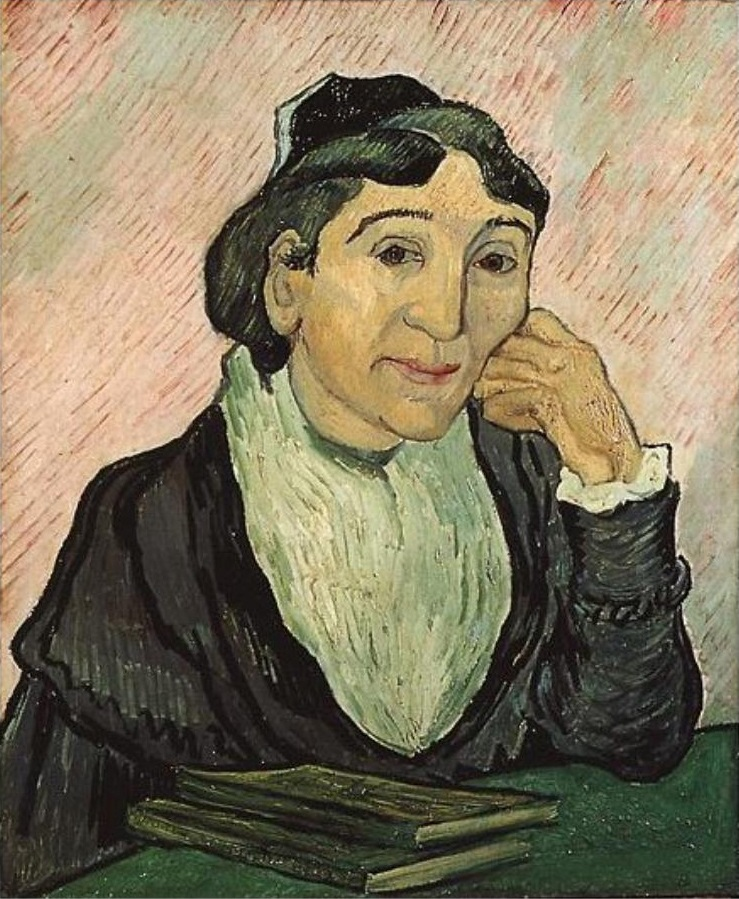
L'Arlésienne, Galleria nazionale d'arte moderna e contemporanea, Rome
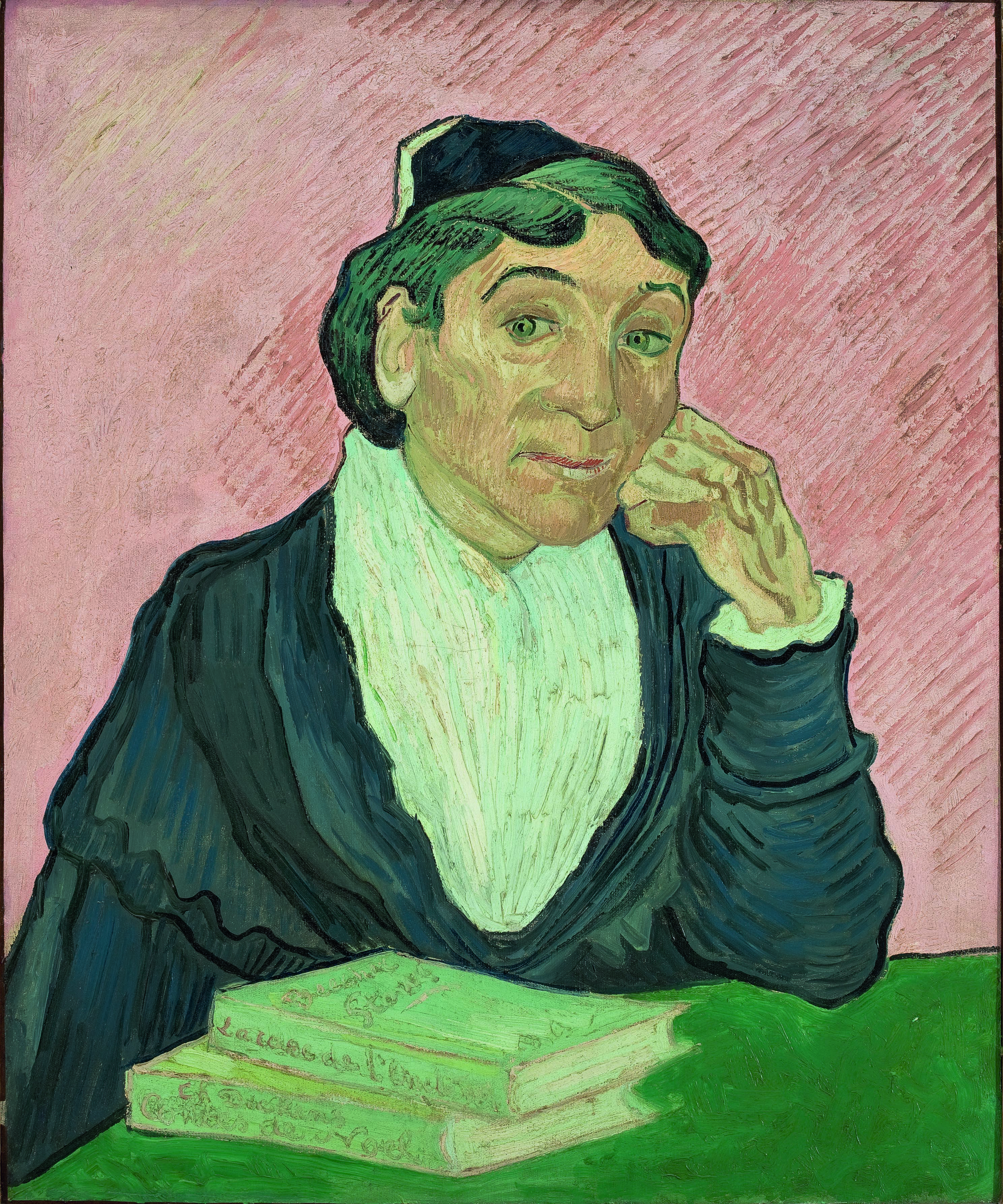
L'Arlésienne, Museu de Arte de São Paulo
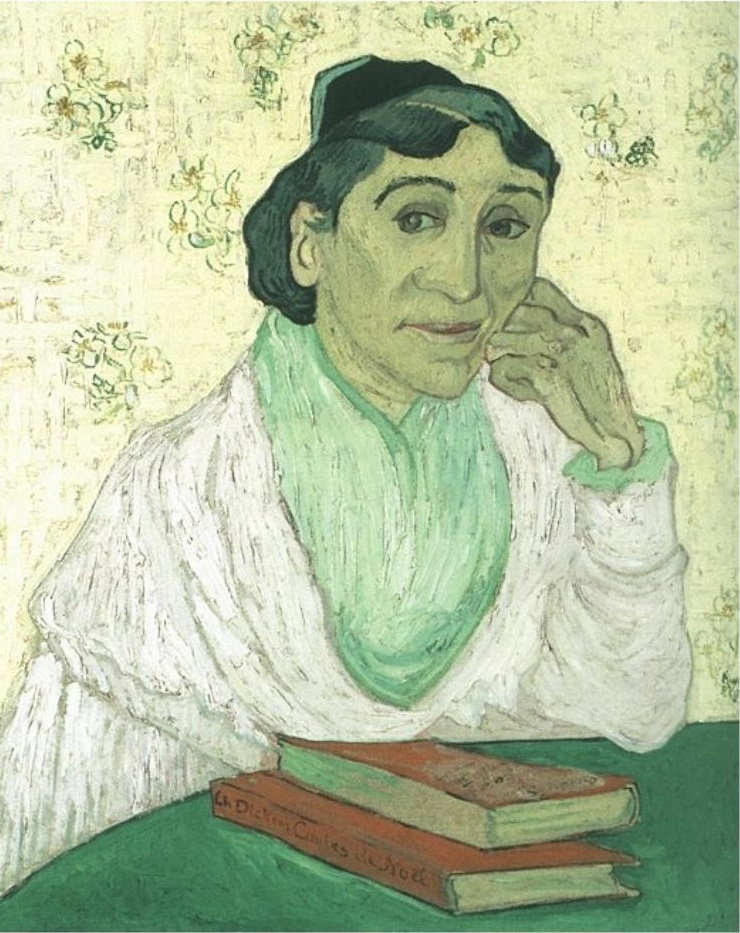
L'Arlésienne, privécollectie

#### Gauguins portretten

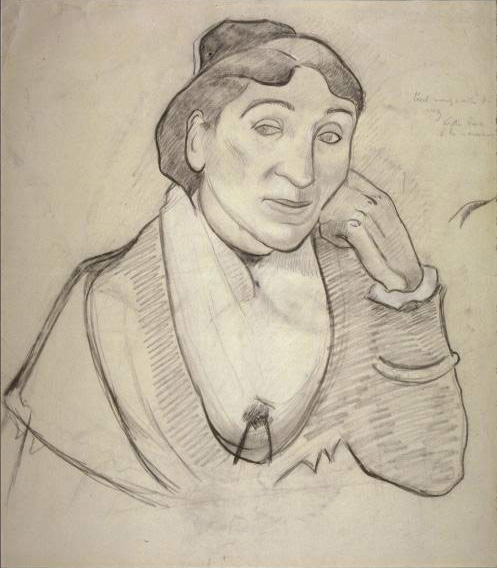
L'Arlésienne, de tekening van Gauguin, begin november 1888
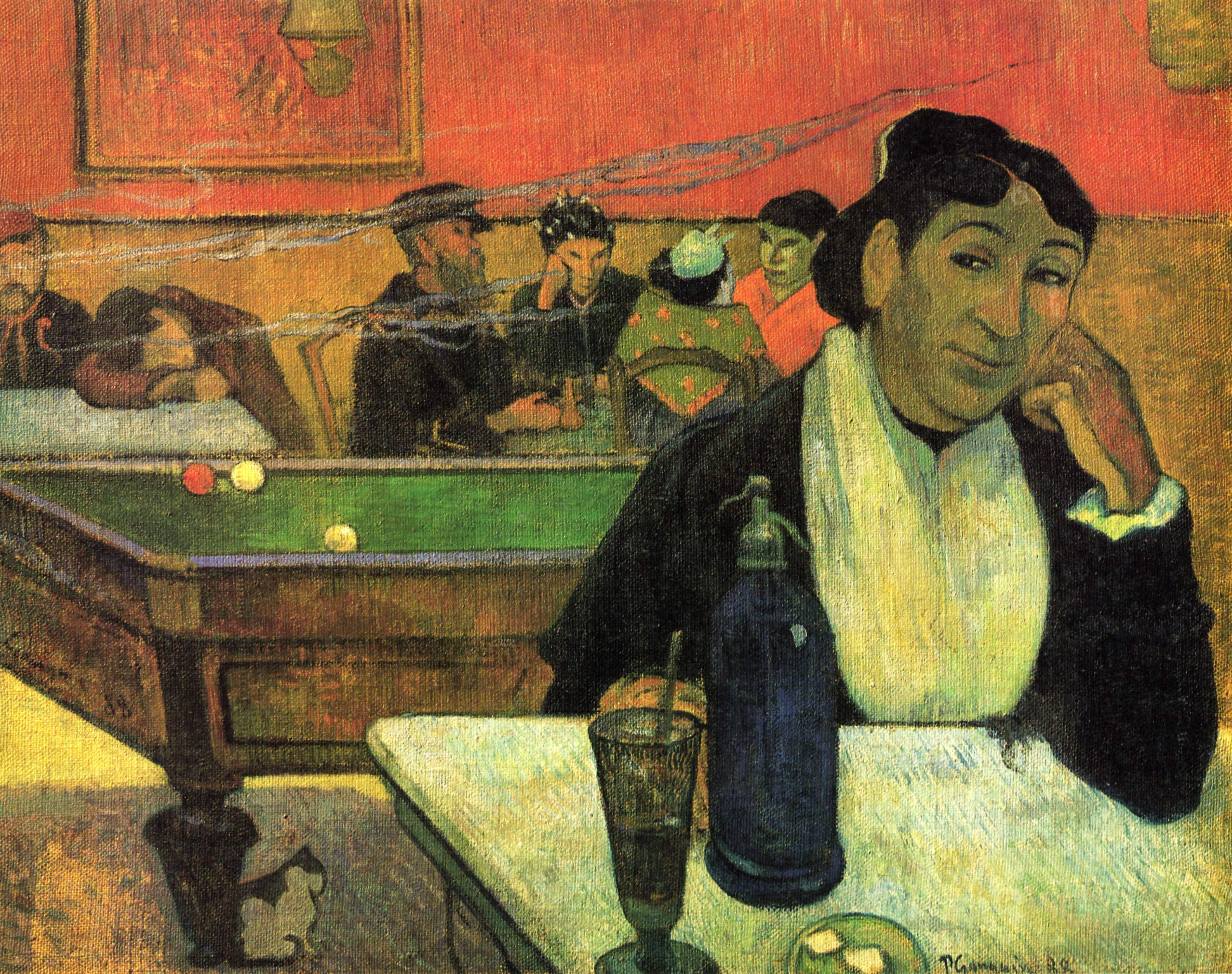
Café de Nuit, Arles, uitwerking van zijn tekening, later in november 1888